# NHL Entry Draft 1998
1998 NHL Entry Draft var den 36:e NHL-draften. Den ägde rum 27 juni 1998 i Marine Midland Arena, numera känd som HSBC Arena, som ligger i Buffalo, New York i USA.
Tampa Bay Lightning var först ut att välja spelare och de valde Vincent Lecavalier.